# Zatvoreni sistem
Zatvoreni sistem je fizički sistem koji ne dozvoljava izvesne tipove transfera (kao što je transfer mase i energetski transfer) u ili iz sistema. Specifikacija tipova transfera koji su isključeni varira među zatvorenim sistemima u fizici, hemiji ili inženjerstvo.

## Fizika

### Klasična mehanika
U nerelativističkoj klasičnoj mehanici, zatvoreni sistem je fizički sistem koji ne razmenjuje materiju sa svojim okruženjem, i nije pod dejstvom bilo koje sile čiji izvor je izvan sistema. Zatvoreni sistem u klasičnoj mehanici se može smatrati izolovanim sistemom u termodinamici. Zatvoreni sistemi se često koriste da bi se ograničili faktori koji mogu da utiču na rezultat specifičnog problema ili eksperimenta.

### Termodinamika
U termodinamici, zatvoreni sistem može da razmenjuje energiju (poput toplote ili rada), ali ne i materiju sa svojim okruženjem. Izolovani sistem ne može da razmenjuje toplotu, rad ili materiju sa okruženjem, dok otvoreni sistem može da razmenjuje energiju i materiju. (Ova shema definicije termina nije univerzalno prihvaćena, mada je podesna za neke svrhe. Specifično, neki autori koriste 'zatvoreni sistem' na mestima gde se 'izolovani sistem' koristi ovde.)
Za jednostavan sistem, sa samo jednim tipom čestica (atoma ili molekula), zatvoreni sistem sačinjava konstantan broj čestica. Međutim, u sistemima u kojima se odvijaju hemijske reakcije, mnoge vrste molekula mogu da budu generisane ili razložene reaktivnim procesom. U tom slučaju, činjenica da je sistem zatvoren se izražava navođenjem totalnog broja konzerviranih atoma, nezavisno od tipa molekula čiji su oni deo. Matematički:
{\displaystyle \sum _{j=1}^{m}a_{ij}N_{j}=b_{i}}
gde je {\displaystyle N_{j}} broj molekula j-tipa, {\displaystyle a_{ij}} je broj atoma elementa i u molekulu j i  je ukupan broj atoma elementa i u sistemu, koji ostaje konstantan, pošto je sistem zatvoren. Jedna takva jednačina postoji za svaki element u sistemu.
U termodinamici, zatvoren sistem je važan za rešavanje komplikovanih termodinamičkih problema. On omogućava eliminacije spoljašnjih faktora koji mogu da izmene rezultate eksperimenta ili preblem, čime ih pojednostavljuje. Zatvoreni sistem se isto tako može koristiti u situacijama gde je termodinamička ravnoteža neophodna da bi se pojednostavila situacija.

### Kvantna fizika
Šredingerova jednačina opisuje ponašanje izolovanog ili zatvorenog kvantnog sistema, drugim rečima, po definiciji odnosi se na sistem koji ne razmenjuje informacije (i.e. energiju i/ili materiju) sa drugim sistemom. Ako je izolovani sistem u nekom čistom stanju ψ(t) ∈ H u vremenu t, gde H označava Hilbertov prostor sistema, vreme evolucije tog stanja (između dva konsekutivna merenja).
{\displaystyle i\hbar {\frac {\partial }{\partial t}}\Psi \left(\mathbf {r} ,t\right)={\hat {H}}\Psi \left(\mathbf {r} ,t\right)\,\!}
gde je i imaginarna jedinica, ħ je Plankova konstanta podeljena sa 2π, simbol ∂/∂t označava parcijal derivat u odnosu na vreme t, Ψ (grčko slovo psi) je talasna funkcija kvantnog sistema, i Ĥ je Hamiltonijski operator (koji karakteriše ukupnu energiju bilo koje date talasne funkcije i uzima različite forme u zavisnosti od situacije).

## Hemija
U hemiji, zatvoreni sistem je lokacija iz koje reaktanti ili produkti ne mogu izaći, jedino se toplota može slobodno razmenjivati (e.g. ledeni hladnjak). Zatvoreni sistem se može koristiti kad se sprovode hemijski eksperimenti pri čemu temperatura nije faktor (i.e. ostvaruje se termalni ekvilibrijum).

## Inženjerstvo
U inženjerskom kontekstu, zatvoreni sistem je ograničeni sistem, i.e. definisan sistem, u kome je svaki unos poznat, kao i svaki ishod (ili može da bude poznat) u specifičnom vremenu.